# Sovrani del Kuwait
I Sovrani del Kuwait (sceicchi ed emiri) dal 1752 ad oggi sono i seguenti, tutti della dinastia Sabah.

## Lista

### Sceicchi del Kuwait (1752-1961)
| Nome                           | Ritratto | Regno            | Regno            | Note                   |
| Nome                           | Ritratto | Dal              | Al               | Note                   |
| ------------------------------ | -------- | ---------------- | ---------------- | ---------------------- |
| Sabah I bin Jaber              |          | 1752             | 1762             |                        |
| Abd Allah I Al-Sabah           |          | 1762             | 3 maggio 1814    |                        |
| Jaber I Al-Sabah               |          | 1814             | 1859             |                        |
| Sabah II Al Sabah              |          | 1859             | novembre 1866    |                        |
| Abd Allah II Al-Sabah          |          | novembre 1866    | maggio 1892      |                        |
| Muhammad Al-Sabah              |          | maggio 1892      | 17 maggio 1896   | Assassinato            |
| Mubarak Al-Sabah, "il Grande"  |          | 18 maggio 1896   | 28 novembre 1915 |                        |
| Jaber II Al-Sabah              |          | 28 novembre 1915 | 5 febbraio 1917  |                        |
| Salim I Al-Mubarak Al-Sabah    |          | 5 febbraio 1917  | 22 febbraio 1921 |                        |
| Ahmad I Al-Jaber Al-Sabah      |          | 22 febbraio 1921 | 29 gennaio 1950  |                        |
| Abdullah III Al-Salim Al-Sabah |          | 29 gennaio 1950  | 19 giugno 1961   | Autoproclamatosi emiro |

### Emiri del Kuwait (1961-)
| Nome                                 | Ritratto | Regno             | Regno             | Note      |
| Nome                                 | Ritratto | Dal               | Al                | Note      |
| ------------------------------------ | -------- | ----------------- | ----------------- | --------- |
| Abdullah III Al-Salim Al-Sabah       |          | 19 giugno 1961    | 24 novembre 1965  |           |
| Sabah III Al-Salim Al-Sabah          |          | 24 novembre 1965  | 31 dicembre 1977  |           |
| Jaber III Al-Ahmad Al-Jaber Al-Sabah |          | 31 dicembre 1977  | 15 gennaio 2006   |           |
| Saad I Al-Abdullah Al-Salim Al-Sabah |          | 15 gennaio 2006   | 24 gennaio 2006   | Abdicante |
| Sabah IV Al-Ahmad Al-Jaber Al-Sabah  |          | 29 gennaio 2006   | 29 settembre 2020 |           |
| Nawaf Al-Ahmad Al-Jaber Al Sabah     |          | 30 settembre 2020 | 16 dicembre 2023  |           |
| Misha'al Al-Ahmad Al-Jaber Al Sabah  |          | 16 dicembre 2023  | In carica         |           |